# Calidris subminuta
El correlimos dedilargo o correlimos chico (Calidris subminuta)  es una especie de ave limícola de la familia Scolopacidae. Se reproduce en el norte de Asia y es fuertemente migratorio, inverna en el sur y el sudeste de Asia y Australasia.  
Se sabe poco de los hábitos reproductivos de esta especie, aunque se sabe que anida en el suelo y el macho tiene un vuelo de exhibición.
Tiene patas amarillentas y el pico delgado y un poco oscuro. Los adultos reproductores son de un marrón intenso, con los centros de plumas oscuras por encima, y blancas por debajo. Tienen una línea de luz sobre el ojo y una corona de color marrón.  
Esta ave puede ser difícil de distinguir de otras aves limícolas pequeñas similares. En particular es muy similar a la contraparte de América del Norte, el correlimos menudo (Calidris minutilla).  
Se alimentan principalmente en pastizales húmedos, recogiendo comida en el fango. En su hábitat de invernada se alimentan en las marismas intermareales y a lo largo de las márgenes fangosas de los lagos de agua dulce. Comen principalmente pequeños crustáceos, insectos y caracoles.